# Nycticeius humeralis
Genre
Espèce
Statut de conservation UICN

 LC  : Préoccupation mineure
En Amérique, le genre Nycticeius regroupe deux espèces de chauve-souris de la famille des Vespertilionidae ;
- Nycticeius humeralis (Rafinesque, 1818) - chauve-souris vespérale
- Nycticeius cubanus (Cuban Evening Bat) - chauve-souris vespérale de Cuba.

## Description
La chauve-souris vespérale est une petite chauve-souris brune pesant 7 à 15 grammes.

## Répartition
On la trouve dans une grande partie des États-Unis ; dans presque tout le Middle-Ouest et le sud-est.

Dans de nombreux secteurs (particulièrement les états littoraux de Golfe) elles sont très communes, mais peuvent avoir des populations réduites dans quelques états.

## Mode de vie
L'été, cette espèce passera la journée dans les cavités de vieux arbres, mais on en trouve parfois dans des habitats plus artificiels.
Les colonies vivant dans les arbres sont généralement petites, mais certains groupes vivant dans des bâtiments atteignent presque les 1.000 individus.

La chauve-souris vespérale est souvent considérée comme migratrice, mais des travaux récents suggèrent que quelques individus puissent être sédentaires, même dans le nord de leur aire de répartition.
En hiver, les individus sont rassemblés dans leurs cavités ou dans des bâtiments, mais ils peuvent sortir et chasser les nuits les moins froides.
chaudes.

## Alimentation
Cette chauve-souris semble particulièrement apprécier les coléoptères, mais elles consomme également des papillons de nuit (Lepidoptera) et moindrement des diptères (mouches..) et d'autres insectes.

## reproduction
On connaît mal le cycle de reproduction de cette espèce, mais chez d'autres Vespertilionidés de zone tempérée, l’accouplement se fait en automne, le sperme étant stocké dans les organes reproducteurs de la femelle jusqu'au printemps où l'ovulation et la fécondation se produisent. La femelle accouche généralement de deux jeunes, en juin, qui seront capables de chasser dès leur troisième semaine après la naissance.

## Espèce proche
La chauve-souris vespérale de Cuba, qui n’est connue que sur l'île du Cuba ressemble à N. humeralis, mais est nettement plus petite et légère (4 à 7 grammes). C'est une espèce qui a peu été étudiée.		

## Menaces
Les pesticides, les manques de vieux arbres morts ou creux, des bâtiments ne permettant pas l'installation ou la vie de colonies, la pollution lumineuse sont des menaces pour cette espèces, comme pour la plupart des chauve souris vivant dans les arbres creux.